# День державності Сербії
День державності або національний день (серб. кир.: Дан државности, серб. Dan državnosti) — свято, яке відзначається щороку 15 лютого в Сербії на честь спалаху Першого сербського повстання 1804 року, яке переросло в Сербську революцію проти османського панування. Революція в кінцевому підсумку привела до визнання Сербії Османською імперією (формально в 1817 році, де-юре в 1835 році). Того ж 1835 року, під час правління Мілоша Обреновича, у Крагуєвці була прийнята перша сучасна сербська конституція, відома як Сретенська конституція або «Конституція Світу». Національний день є державним державним святом, а офіційні святкування тривають два дні, щороку 15 лютого.

## Цікаві факти
Google Doodles відзначав національний день Сербії у 2012, 2013, 2014, 2015, 2016, 2017, 2018, 2019, і 2020 роках, а також Facebook у 2016 році.